# Halo: Combat Evolved
Halo: Combat Evolved är den första delen i Bungies förstapersonsskjutar-serie Halo. Spelet släpptes 2001 till Xbox som en av releasetitlarna och 2003 konverterades det till Macintosh och Windows. I november 2011 släpps det första och ursprungliga spelet i spelserien i en ny utgåva till Xbox 360 med bl.a. stöd för flera spelare och nätverk. Den nya versionen heter Halo: Combat Evolved Anniversary.

## Bakgrund
Halo är ett tydligt exempel på hur mycket som kan hända ett spel på färden mellan idé och färdig produkt. När spelet för första gången presenterades 1999 var utvecklaren Bungie det största flaggskeppet på spelmarknaden för Macintosh. Bungies titlar släpptes huvudsakligen till Macintosh och bara i vissa fall även till Windows, det vill säga tvärtom mot den rådande ordningen. Spelet visades inför utvalda branschmänniskor redan på E3 1999 men tillfället då spelet presenterades officiellt för resten av världen var under Steve Jobs keynote-presentation på MacWorld Expo i New York, den främsta exponering en Mac-produkt kan få. Då sades det att spelet skulle påminna om Myth, med andra ord vara ett RTS-spel. Det sades att även detta spel skulle släppas huvudsakligen till Macintosh. På E3 ett år senare visades den första trailern och spelet var då ett action-spel ur tredjepersonsvy. Cirka en månad efter E3 meddelades att Microsoft köpt upp företaget och att Halo skulle ges ut exklusivt för Microsofts egna konsol Xbox i samband med att den nya konsolen släpps. Då ändrade spelet genre igen och blev till ett FPS. När spelet släpptes 2002 klassades det som den främsta anledningen att köpa en Xbox alltså en s.k. killer app. 2003 släpptes spelet till datormarknaden när det släpps till Windows på höstkanten. Allra sist, mer än fyra år efter den första presentationen, släpptes spelet till Macintosh den 13 december 2003.

## Handling
Handlingen utspelar sig år 2552, efter handlingen i boken Halo: The Fall of Reach. Rymdskeppet Pillar of Autumn och dess besättning har precis flytt från planeten Reach när de stöter på en ringformad konstruktion som är 10.000 km i diameter. "Ringen" visar sig vara skapad av en annan främmande civilisation, Forerunners. Ringen är beboelig och har ett klimat som liknar det på Jorden. Klimatet är dock skapat. Varför Forerunners byggt den och vart de tagit vägen är i början okänt.
Fienden kallas för Covenant (Covenanterna försvenskat) och består av flera utomjordiska raser som har slagit sig samman. Covenant har förföljt Pillar of Autumn med sina skepp, och lyckades borda människornas skepp och tvingade besättningen att nödlanda på ringen som de kallar för "Halo". Covenanterna följde efter soldaterna och supersoldaten Master Chief, ner för att döda dem. Master Chief och Cortana, som är en AI, försöker där försvara sig och alla andra mänskliga trupper som nödlandat.
Genom spelets gång får man reda på mer och mer om ringen. Covenanterna har ofrivilligt väckt en parasitisk livsform som kallas Flood. Dessa varelser är som "zombies" och tar över döda samt levande individer av alla raser med tillräckligt stor kroppsmassa. Flood sprider och förökar sig genom att låta sin grundform hoppa på varelser och ta över dem. När en varelse är övertagen, får de ökad styrka så att de kan hoppa långa sträckor, lyfta tunga föremål och kasta iväg dem men de blir även mycket porösare och lättare att döda. Deras framfart var så stor och snabb att de hotade att konsumera hela galaxen vilket ledde till att Forerunners byggde Halo, för att studera Flood och hindra deras spridning genom att utrota allt tänkande liv i galaxen med de sju Halo som finns utspridda i galaxen. För att förhindra att Flood lämnar ringen och sprider sig i galaxen igen, samt för att stoppa Covenanternas jakt på att använda ringen som ett vapen, spränger Master Chief Pillar of Autumns fusionsreaktorer för att förhindra att Halo aktiveras.

## Halo Original Soundtrack
Halo Original Soundtrack (2002) är titeln på ett album med musik hämtat ur spelet. Musiken är komponerad av Martin O'Donnell och Michael Salvatori.

## Spelet som bok
2003 släpptes boken Halo: The Flood. Boken följer handlingen i spelet, både från Master Chiefs synvinkel, precis som spelet, men även från andra personers synvinkel.

## Utrustning i spelet
MA5B Assault Rifle är UNSC:s standardvapen i Halo: Combat Evolved. Den har ett magasin som rymmer 60 skott. Magasinet sitter bakom avtryckaren, vilket kallas för bullpup konstruktion. Den skjuter cirka 15 skott i sekunden. Ammunitionen är av typ 7,62x51mm. I Halo 3 kom en nyare version: MA5C Assault Rifle.

## Utmärkelser
Halo: Combat Evolved har bland annat mottagit följande priser:
- Guldpixeln 2002 för årets spel.
- Guldpixeln 2002 för årets actionspel.